# Natascha Borowsky
Natascha Borowsky (* 1964 in Düsseldorf) ist eine deutsche Fotografin.

## Leben und Wirken

### Werdegang
Von 1987 bis 1994 studierte sie an der Kunstakademie Düsseldorf, in der Klasse von Bernd Becher, dessen Meisterschülerin sie wurde. 1994/1995 weilte sie am Cordova-Institute in Vancouver. Daraufhin (1997/1998) verfolgte sie ein Arbeitsprojekt in Vancouver und Sechelt (British Columbia), Kanada. Einen Lehrauftrag für Fotografie hatte Borowsky in den Jahren 2006 bis 2008 an der Hochschule Niederrhein in Krefeld inne. Borowsky lebt in Düsseldorf.

### Rezeption
Werke Natascha Borowskys befinden sich in öffentlichen Kunstsammlungen in Deutschland. Einzelausstellungen hatte sie in Deutschland und in der Schweiz, Gruppenausstellungen führten sie in die Niederlande, nach Finnland und Russland sowie in die Schweiz. Ihr Schaffen ist in mehreren Publikationen dokumentiert.

### Technik
„Vor meist monochromen Bildhintergründen, die ebenso wie die ausgewählten Naturalien oder Artefakte aus organischen oder anorganischen Stoffen bestehen können, positioniert Natascha Borowsky den jeweiligen Gegenstand in der Bildmitte, um ihn stets bei Tageslicht zu fotografieren.“

### Idee
„Meine Fotografien aus den letzten Jahren, die jeweils einzelne Fundobjekte in einem Bildzusammenhang zeigen, haben Aspekte von Portraits. Zeit spielt in meiner Arbeit eine wichtige Rolle. Fotografie zeigt immer etwas, das war, das in der Vergangenheit existiert hat, das die Gegenwart war zum Zeitpunkt der Aufnahme. Zudem ist das Material, mit dem ich arbeite, gezeichnet von Spuren, die über unbestimmt längere Zeit entstanden sind. Somit ist es immer auch Verweis auf etwas, das in der Vergangenheit geschehen ist.“

## Auszeichnungen

### Stipendien
- 2001: Residenzstipendium des Landes Nordrhein-Westfalen, Schloss Ringenberg.
- 2002: Residenzstipendium der Stiftung Künstlerdorf Schöppingen.
- 2008: Residenzstipendium des Goethe-Instituts, Kuala Lumpur, Malaysia.
- 2009: Residenzstipendium des Kulturamts der Stadt Düsseldorf, Chongqing, China.
- 2011/2012: Residenzstipendium der Kunststiftung NRW in Kooperation mit dem Goethe-Institut Mumbai, Indien.

## Ausstellungen (Auswahl)

### Einzelausstellungen
- 2011: KOSMOS. Kunstverein Schwäbisch Hall.[3]
- 2010: Gegenwart. Städtische Galerie Eichenmüllerhaus, Lemgo.
- 2008: Plastik. Museum Chasa Jaura, Valchava.[4]

### Gruppenausstellungen
- 2017/18: Magische Natur. Franz Gertsch, Simone Nieweg, Natascha Borowsky, Museum Kunstpalast, Düsseldorf
- 2012: Das Eigene und Andere in der Fotografie – Eine Ausstellung für Hannah Höch. Projektraum Deutscher Künstlerbund, Berlin.[5]
- 2011: Back from Chongqing. Mit Neringa Naujokaite. Atelier am Eck, Düsseldorf.
- 2010: An die Natur. Die ALTANA-Kunstsammlung zu Gast in der Langen Foundation, Raketenstation, Hombroich.
- 2009: Karl Blossfeldt, Pflanzenstudien und verwandte Positionen. Die Photographische Sammlung / SK Stiftung Kultur, Köln. (In Zusammenarbeit der Universität der Künste Berlin.)[6]
- 2009: Gastspiel. Foto- und Videokünstler im Hetjens-Museum. Hetjens-Museum, Düsseldorf.[7]
- 2008: Distanzen. Neues Kunsthaus Ahrenshoop, Ahrenshoop.
- 2006: The Sublime is Now! Das Erhabene in der zeitgenössischen Kunst. Museum Franz Gertsch, Burgdorf, Schweiz.[8]
- 2006: Artefakte.Plastik.Fluchtpunkt. Positionen zeitgenössischer Fotografie. Mit Boris Becker und Cornelia Wruck. Kunsthalle Recklinghausen.
- 2005: Frontal7. Düsseldorfer Photographie. Nykyaika Photographic Centre, Tampere, Finnland
- 2003: Wonderlands – Perspektiven aktueller Photographie. Museum Küppersmühle, Sammlung Grothe, Duisburg.
- 2002: Transistor I. EXPORT. Museum Het Valkhof, Nijmegen.
- 2002: „heute bis jetzt“, zeitgenössische fotografie aus düsseldorf, teil II. museum Kunstpalast, Düsseldorf.
- 2001: Karl Blossfeldt und Natascha Borowsky. Die Photographische Sammlung / SK Stiftung Kultur, Köln.
- 2000: 2356 KM. Kunst aus Düsseldorf in Moskau. Neue Manege, Moskau.
- 1998: post naturam. Städtische Ausstellungshalle Haverkamp, Münster / Hessisches Landesmuseum Darmstadt.

### Arbeiten in öffentlichen Sammlungen (Auswahl)
- Die Photographische Sammlung / SK Stiftung Kultur, Köln.
- Sammlung Deutsche Bank, München.
- Sammlung Robert Bosch Stiftung, Berlin.
- Sammlung museum Kunstpalast, Düsseldorf.